# 阿德南·巴德兰
阿德南·巴德兰（阿拉伯语：‎，羅馬化：Adnan Badran，1935年12月15日—），约旦生物学家及政治人物，曾担任约旦首相（2005）。

## 生平
阿德南·巴德兰曾在1980年代担任过农业部长和教育部长。1990年代成为阿拉伯科学院和费城约旦大学的主管。1992年至1998年还是联合国教科文组织的副厅长。